# (74352) 1998 VA55
(74352) 1998 VA55 – planetoida z pasa głównego asteroid okrążająca Słońce w ciągu 4,58 lat w średniej odległości 2,76 j.a. Odkryta 11 listopada 1998 roku.